# Amago Haruhisa
Amago Haruhisa (尼子 晴久?; 8 marzo 1514 – 9 gennaio 1561) è stato un militare e daimyō giapponese che visse durante l'epoca Sengoku. Guidò il clan Amago negli anni della sua massima potenza.

## Biografia
Haruhisa era inizialmente noto come Akihisa, cambiando il suo nome in Haruhisa con la benedizione dello Shōgun Ashikaga Yoshiharu nel 1541.
Haruhisa era figlio maggiore di Amago Masahisa e nipote di Amago Tsunehisa. Nel 1518 Masahisa fu ucciso attaccando il castello del servitore ribelle Sakurai Soteki. Fu quindi affidato alle cure di suo zio, Amago Kunihisa, che fece da tutore fino a quando non divenne maggiorenne.
Assunse il controllo degli Amago nel 1537 quando suo nonno Tsunehisa si ritirò a seguito della rivolta e della morte di Amago Okihisa. Haruhisa prese le miniere d'argento della provincia di Iwami dagli Ōuchi nel 1537, le perse nel 1539 e le riconquistò nuovamente nel 1541. Espanse l'influenza degli Amago verso est fino alla provincia di Harima nel 1538 e combatte conto il clan Akamatsu nei castelli di Ojio e Akashi.
Determinato a eliminare definitivamente i Mōri della provincia di Aki, radunò un esercito di circa 30.000 uomini e attaccò il castello di Koriyama nel 1540. Nonostante fosse numericamente in vantaggio non riuscì a far crollare il castello e si ritirò quando fu attaccato da Mōri Motonari e da un esercito di rinforzo degli Ōuchi (assedio di Koriyama).
Tuttavia Haruhisa fu in grado di resistere agli sforzi degli Ōuchi che cercarono di conquistare il castello di Gassan-Toda, roccaforte degli Amago, nel 1542-43. All'indomani della sconfitta degli Ōuchi, Haruhisa fu libero di consolidare i suoi possedimenti a est di Izumo. Gli fu concessa ulteriore libertà di azione dal rovesciamento di Ōuchi Yoshitaka da parte di Sue Harukata e nel 1551 riconquistò numerosi castelli nella provincia di Harima. Nel 1552 lo shōgun Ashikaga Yoshiteru riconobbe il potere di Haruhisa su Izumo, Bingo, Bizen, Bitchū, Hōki, Inaba, Mimasaka e Oki, toccando in quel periodo l'apice dell'influenza. Tuttavia nel 1553 il potere degli Amago nella provincia di Bingo fu ridotta dalla resa del clan Eda a Motonari. Haruhisa cercò di raggiungerli in tempo per assisterli ma arrivò troppo tardi.
Nel frattempo, negli anni, a Gassan-Toda erano nate due fazioni, con Haruhisa da una parte e dall'altra la soprannominata "fazione Shingū" guidata da Amago Kunihisa. La fazione di Shingū era da tempo il nucleo dell'esercito degli Amago ed era concentrata nella dimora di Kunihisa, situata sulla base nord di Gassan-Toda nella valle di Shingū. Nel novembre 1554 Haruhisa ordinò improvvisamente l'esecuzione di Kunihisa, di suo figlio Sanehisa, di vari altri sostenitori della fazione Shingū. Nonostante la convinzione di lunga data che Môri Motonari avesse in qualche modo contribuito all'epurazione, ora sembra più probabile che Haruhisa abbia fatto questo passo per consolidare la sua autorità sul clan. Il figlio di Sanehisa sopravvisse, tuttavia, e alla fine sarebbe emerso come Amago Katsuhisa. Le opere del periodo Edo ritennero che la purga di Shingū fosse la causa principale del declino degli Amago negli anni a venire.
Dopo il 1556, gli Amago e i Mōri lottarono per il controllo della provincia di Iwami, e sebbene Haruhisa fosse in grado di mantenere il controllo delle miniere d'argento, Motonari assediò la parte orientale della provincia, esattamente dove si trovavano le miniere d'argento. Haruhisa, però, morì improvvisamente a Gassan-Toda il 9 gennaio 1561, e gli succedette il figlio Yoshihisa.